# Hoffmann & Hoffmann
Hoffmann & Hoffmann waren een Duits duo dat vooral schlagers zong. De groep bestond uit de broers Michael Hoffmann (Karlsruhe, 3 december 1950) en Günther Hoffmann (Karlsruhe, 4 oktober 1951 - Rio de Janeiro, 15 maart 1984).
Al tijdens hun schooltijd speelden ze samen muziek, sinds 1977 waren ze ook op de schlagermarkt actief, hun eerste succes was Himbeereis zum Frühstück, de Duitse versie van de Bellamy Brothers hit Crossfire. 
In 1983 namen ze deel aan de preselectie voor het Eurovisiesongfestival, Ein Lied für München. West-Duitsland had het songfestival gewonnen en de broers moesten de eer in eigen land hooghouden, daar slaagden ze in met een vijfde plaats. Het verhoopte succes bleef na het songfestival uit, een jaar later pleegde Günter Hoffmann zelfmoord door zich uit het venster van zijn hotelkamer in Rio de Janeiro te gooien. Na de dood van zijn broer was Michael Hoffmann meer actief als componist dan als zanger, hij schreef liedjes voor onder andere Nicole, Gitte Hænning, Wencke Myhre en Al Bano & Romina Power. Toch had hij het zingen niet helemaal opgegeven, in 1987 schreef hij zich in voor Ein Lied für Brüssel, maar zonder succes. 

## Successen
- Himbeereis zum Frühstück 1977
- Bind' den Bernhardiner an 1978
- Alles, was ich brauche, bist Du 1979
- Wenn ich Dich verlier 1980
- Ein Engel unterm Dach 1981
- Rücksicht 1983

## Discografie
- Keiner weiß von unserer Liebe 1977
- In deiner Straße 1980
- Alles, was ich brauche, bist Du 1980
- Entflogen 1982
- Hoffmann & Hoffmann 1983
- Himbeereis zum Frühstück 1991

1956: Freddy Quinn + Walter Andreas Schwarz · 
1957: Margot Hielscher · 
1958: Margot Hielscher · 
1959: Alice & Ellen Kessler · 
1960: Wyn Hoop · 
1961: Lale Andersen · 
1962: Conny Froboess · 
1963: Heidi Brühl · 
1964: Nora Nova · 
1965: Ulla Wiesner · 
1966: Margot Eskens · 
1967: Inge Brück · 
1968: Wenche Myhre · 
1969: Siw Malmkvist · 
1970: Katja Ebstein · 
1971: Katja Ebstein · 
1972: Mary Roos · 
1973: Gitte · 
1974: Cindy & Bert · 
1975: Joy Fleming · 
1976: Les Humphries Singers · 
1977: Silver Convention · 
1978: Ireen Sheer · 
1979: Dschinghis Khan · 
1980: Katja Ebstein · 
1981: Lena Valaitis · 
1982: Nicole · 
1983: Hoffmann & Hoffmann · 
1984: Mary Roos · 
1985: Wind · 
1986: Ingrid Peters · 
1987: Wind · 
1988: Maxi & Chris Garden · 
1989: Nino de Angelo · 
1990: Chris Kempers & Daniel Kovac · 
1991: Atlantis 2000 · 
1992: Wind · 
1993: Münchener Freiheit · 
1994: Mekado · 
1995: Stone & Stone · 
1997: Bianca Shomburg · 
1998: Guildo Horn & Die Orthopädischen Strümpfe · 
1999: Sürpriz · 
2000: Stefan Raab · 
2001: Michelle · 
2002: Corinna May · 
2003: Lou · 
2004: Max · 
2005: Gracia · 
2006: Texas Lightning · 
2007: Roger Cicero · 
2008: No Angels · 
2009: Alex Swings Oscar Sings · 
2010: Lena Meyer-Landrut · 
2011: Lena Meyer-Landrut · 
2012: Roman Lob · 
2013: Cascada · 
2014: Elaiza · 
2015: Ann Sophie · 
2016: Jamie-Lee Kriewitz · 
2017: Levina · 
2018: Michael Schulte · 
2019: S!sters · 
2021: Jendrik Sigwart · 
2022: Malik Harris · 
2023: Lord of the Lost · 
2024: Isaak · 
2025: Abor & Tynna